# Snap!
A Snap! egy német Eurodance együttes. Legismertebb daluk a "Rhythm is a Dancer", amely több országban is az első helyezést érte el a slágerlistákon, illetve Magyarországon is rendszeresen játszották a rádiók. A "The Power" című daluk is ismert sláger.

## Története
Az együttes elődjének az Off (Organization for Fun) számít, amelyet Luca Anzilotti és Michael Münzing alapítottak, Sven Väth-tel közreműködve. Két albumot jelentettek meg.
A Snap! 1989-ben alakult Frankfurtban, Anzilotti és Münzing alapításával. Ekkor művészneveket vettek fel, mert úgy gondolták, hogy a német zenének negatív felhangja van nemzetközileg. A "Benito Benites" és "John "Virgo" Garrett III" művészneveket vették fel. A "The Power" című dallal nagy sikert értek el. Németországban a második helyet érte el, Angliában pedig az első helyre került. A Billboard Hot 200-as listán szintén a második helyre került.
Első nagylemezük 1990-ben jelent meg. Az album Németországban platina minősítést ért el, míg az Egyesült Államokban és az Egyesült Királyságban arany minősítést ért el. 
A Rhythm is a Dancer dal első helyezést ért el Belgiumban, Németországban, Franciaországban, az Egyesült Királyságban, Ausztriában és Svájcban. Amerikában pedig az ötödik helyet szerezte meg.
A Snap! 1992-ben és 1994-ben is adott ki lemezeket.

## Diszkográfia

### Nagylemezek
- World Power (1990)
- The Madman's Return (1992)
- Welcome to Tomorrow (1994)